# Burlington (New Jersey)
Burlington város az USA New Jersey államában, Burlington megyében. Lakosainak száma 9743 fő (2020. április 1.).

## Népesség
A település népességének változása:

| 2010 | 9 920 |
| 2020 | 9 743 |